# Myelopsis alatella
Myelopsis alatella är en fjärilsart som beskrevs av George Duryea Hulst 1887. Myelopsis alatella ingår i släktet Myelopsis och familjen mott. Inga underarter finns listade i Catalogue of Life.